# Elaphoglossum palorense
Elaphoglossum palorense là một loài thực vật có mạch trong họ Lomariopsidaceae. Loài này được Rosenst. mô tả khoa học đầu tiên năm 1909.